# Дражна де Жос (Прахова)
Дражна де Жос (рум. Drajna de Jos) насеље је у Румунији у округу Прахова. Oпштина се налази на надморској висини од 381 m.

## Становништво
Према подацима из 2002. године у насељу је живело 2572 становника, од којих су сви румунске националности.